# Angela Williams (atletinja)
Angela Tramaine Williams, ameriška atletinja, * 30. januar 1980, Bellflower, Kalifornija, ZDA.
Nastopila je na poletnih olimpijskih igrah v letih 2004 in 2008 ter obakrat v štafeti 4x100 m odstopila. Na svetovnih prvenstvih je v isti disciplini osvojila srebrno medaljo leta 2003, na svetovnih dvoranskih prvenstvih naslova prvakinje v teku na 60 m v letih 2003 in 2008 ter srebrno medaljo leta 2001, na panameriških igrah pa zlato in srebrno medaljo v štafeti 4x100 m ter srebrni medalji v teku na 100 m.